# Diocesi di Kindu
La diocesi di Kindu (in latino Dioecesis Kinduensis) è una sede della Chiesa cattolica nella Repubblica Democratica del Congo suffraganea dell'arcidiocesi di Bukavu. Nel 2021 contava 401.200 battezzati su 1.219.450 abitanti. È retta dal vescovo François Abeli Muhoya Mutchapa.

## Territorio
La diocesi comprende la città di Kindu, con i suoi tre comuni di Alunguli, Kasuku e Mikelenge, i territori di Kailo, Kabombo e Punia nella provincia di Maniema, e parte del territorio di Walikame nella provincia del Kivu Nord, nella Repubblica Democratica del Congo.
Sede vescovile è la città di Kindu, dove si trova la cattedrale dello Spirito Santo.
Il territorio si estende su 82.883 km² ed è suddiviso in 19 parrocchie.

## Storia
Il vicariato apostolico di Kindu fu eretto il 23 aprile 1956 con la bolla Apostolica Sedes di papa Pio XII, ricavandone il territorio dai vicariati apostolici di Kongolo (oggi diocesi) e di Stanley-ville (oggi arcidiocesi di Kisangani).
Il 10 novembre 1959 il vicariato apostolico è stato elevato a diocesi con la bolla Cum parvulum di papa Giovanni XXIII.

## Cronotassi dei vescovi
Si omettono i periodi di sede vacante non superiori ai 2 anni o non storicamente accertati.
- Jean Fryns, C.S.Sp. † (12 aprile 1957 - 2 luglio 1965 deceduto)
- Albert Onyembo Lomandjo, C.S.Sp. † (17 maggio 1966 - 17 gennaio 1978 dimesso)
- Paul Mambe Mukanga † (15 marzo 1979 - 26 gennaio 2004 deceduto)
  - Sede vacante (2004-2007)
  - Théophile Kaboy Ruboneka (3 febbraio 2004[2] - 25 aprile 2007) (amministratore apostolico)
- Willy Ngumbi Ngengele, M.Afr. (25 aprile 2007 - 23 aprile 2019 nominato vescovo di Goma)[3]
- François Abeli Muhoya Mutchapa, dal 18 novembre 2020

## Statistiche
La diocesi nel 2021 su una popolazione di 1.219.450 persone contava 401.200 battezzati, corrispondenti al 32,9% del totale.
| anno | popolazione | popolazione | popolazione | presbiteri | presbiteri | presbiteri | presbiteri                | diaconi | religiosi | religiosi | parrocchie |
| anno | battezzati  | totale      | %           | numero     | secolari   | regolari   | battezzati per presbitero | diaconi | uomini    | donne     | parrocchie |
| ---- | ----------- | ----------- | ----------- | ---------- | ---------- | ---------- | ------------------------- | ------- | --------- | --------- | ---------- |
| 1970 | 52.115      | 218.014     | 23,9        | 31         | 6          | 25         | 1.681                     |         | 36        | 29        | 17         |
| 1980 | 66.000      | 205.000     | 32,2        | 25         | 6          | 19         | 2.640                     |         | 28        | 30        | 17         |
| 1990 | 95.135      | 341.000     | 27,9        | 19         | 11         | 8          | 5.007                     |         | 13        | 29        | 16         |
| 1997 | 162.200     | 412.715     | 39,3        | 27         | 20         | 7          | 6.007                     |         | 14        | 34        | 17         |
| 2001 | 173.604     | 439.810     | 39,5        | 17         | 17         |            | 10.212                    |         | 6         | 27        | 17         |
| 2002 | 174.110     | 441.730     | 39,4        | 17         | 17         |            | 10.241                    |         | 6         | 27        | 17         |
| 2003 | 171.070     | 437.620     | 39,1        | 18         | 18         |            | 9.503                     |         | 7         | 29        | 17         |
| 2006 | 277.926     | 514.000     | 54,1        | 20         | 20         |            | 13.896                    |         | 6         | 31        | 18         |
| 2013 | 315.000     | 965.700     | 32,6        | 39         | 33         | 6          | 8.076                     |         | 15        | 29        | 19         |
| 2016 | 350.000     | 1.000.000   | 35,0        | 45         | 35         | 10         | 7.777                     |         | 19        | 51        | 14         |
| 2019 | 376.700     | 1.145.000   | 32,9        | 49         | 43         | 6          | 7.687                     |         | 13        | 56        | 19         |
| 2021 | 401.200     | 1.219.450   | 32,9        | 44         | 36         | 8          | 9.118                     |         | 13        | 54        | 19         |